# Hành lang Siliguri

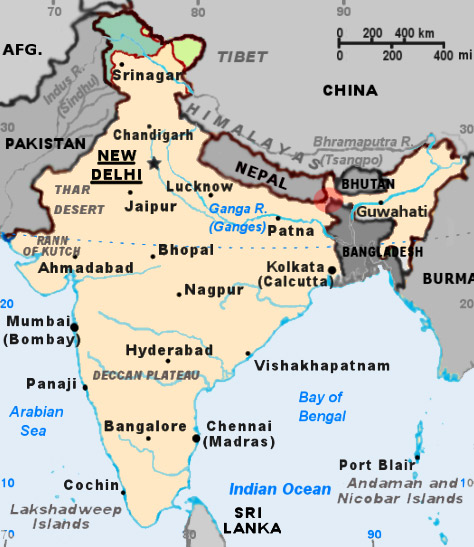
Hành lang Siliguri là một dải lãnh thổ Ấn Độ nằm trong vòng màu đỏ.

Hành lang Siliguri là một dải đất hẹp nằm ở phía đông của Nam Á, gần thành phố Siliguri của Tây Bengal, Ấn Độ, nơi hẹp nhất chỉ 22 kilômét (14 mi). Eo đất"cổ gà" này có vai trò địa chính trị và địa kinh tế rất lớn khi kết nối 7 bang Đông Bắc Ấn Độ với phần còn lại của Ấn Độ. Hai quốc gia Nepal và Bangladesh nằm ở 2 bên của hành lang này trong khi Vương quốc Bhutan án ngữ phía cuối hành lang. Vương quốc Sikkim từng toạ lạc ở phía bắc của hành lang này, trước khi nó sát nhập vào Ấn Độ năm 1975.
Thành phố Siliguri thuộc bang Tây Bengal, là thành phố lớn nhất khu vực này và là trung tâm giao thương giữa Bhutan, Nepal, Bangladesh, Sikkim, Darjeeling và Đông Bắc Ấn Độ.

## Lịch sử
Hành lang Siliguri được hình thành sau khi Đông Pakistan (Bangladesh ngày nay) được tạo ra từ việc phân chia Ấn Độ, và Bengal bị chia cắt thành Đông Bengal thuộc Đông Pakistan và Tây Bengal (thuộc Ấn Độ) năm 1947-1948.
Phía bắc của hành lang từng có vương quốc Sikkim, cho tới khi vương quốc này gia nhập Ấn Độ năm 1975 sau một cuộc trưng cầu dân ý. Điều này đã đem đến cho Ấn Độ một vùng đệm ở phía bắc của hành lang Siliguri và củng cố quyền kiểm soát của Ấn Độ đối với phía tây của thung lũng Chumbi.

## Vị trí và kích thước

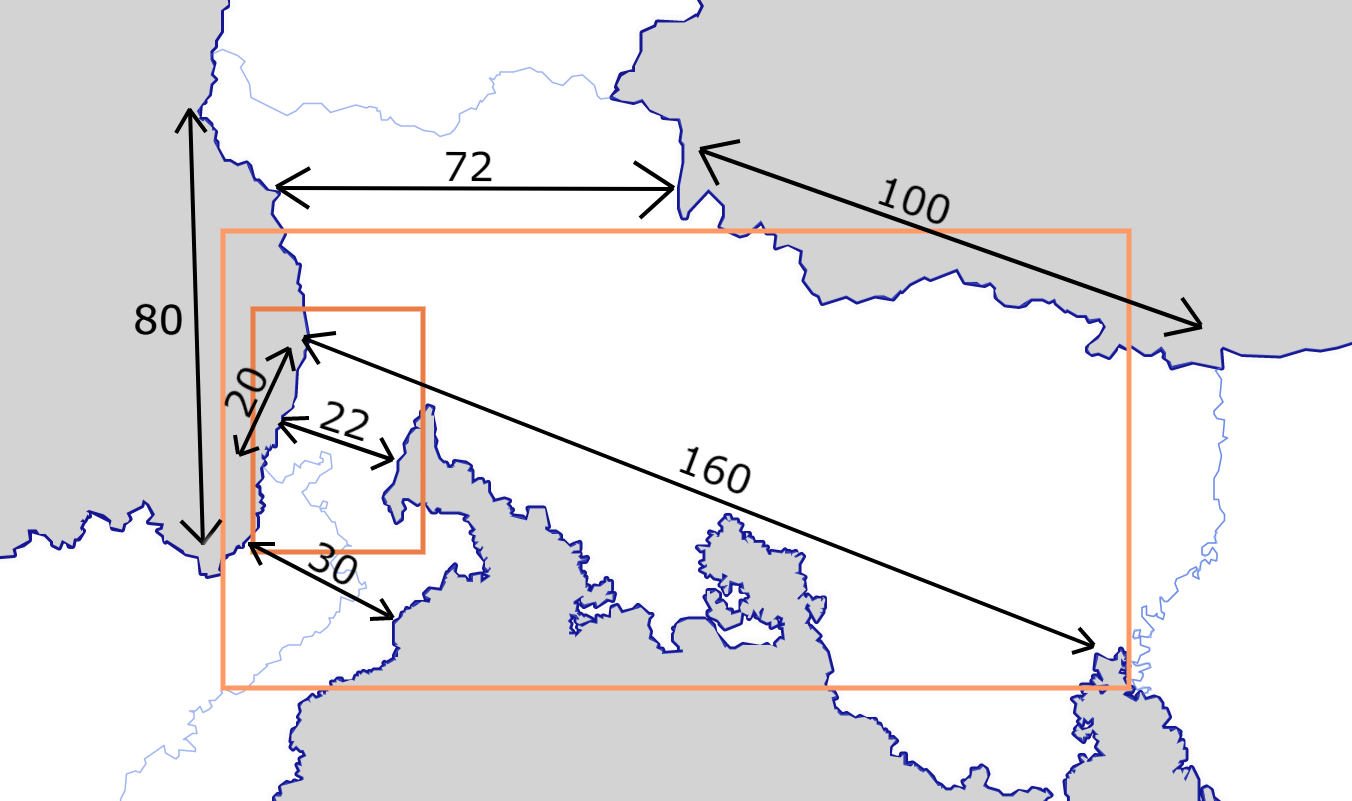
Kích thước hành lang Siliguri tính theo km.

Kích thước của hành lang này khác nhau tuỳ theo cách diễn giải. Nhiều nguồn cho rằng kích thước của khu vực này là 170 nhân 60 km (106 nhân 37 mi) với chỗ hẹp nhất là 20–22 km (12–14 mi). Cựu trung tướng Ấn Độ Kamal Jit Singh tính chiều dài là 200 km (120 mi) với chiều rộng từ 17 đến 60 km (11 đến 37 mi), theo đó diện tích khu vực này xấp xỉ 12.200 km2 (4.700 dặm vuông Anh). Cũng có nguồn khác lấy chiều dài là 200 km (120 mi) trong khi chiều rộng 20 đến 60 km (12 đến 37 mi), diện tích cũng khoảng 12.200 km2 (4.700 dặm vuông Anh).
Hành lang này nằm giữa Bangladesh về phía đông nam, Nepal về phía tây và gần Bhutan ở phía bắc. Thung lũng Chumbi thuộc lãnh thổ Tây Tạng có hình dáng như dao găm, chia cắt Sikkim và Bhutan. Góc phía nam của cao nguyên Doklam (giống hình tam giác) chọc thẳng vào hành lang này. Ở điểm hẹp nhất, hành lang Siliguri nhìn chung chạy dọc bờ đông sông Mechi; bên kia bờ sông là khu tự quản Bhadrapur của Nepal. Xa hơn về phía bắc có cầu Mechi kết nối với khu tự quản Mechinagar, Nepal.